# Mormodes vernixium
Mormodes vernixium är en orkidéart som beskrevs av Heinrich Gustav Reichenbach. Mormodes vernixium ingår i släktet Mormodes och familjen orkidéer.
Artens utbredningsområde är Guyana. Inga underarter finns listade i Catalogue of Life.